# Gornja Kovačica
Gornja Kovačica är en ort i Kroatien.   Den ligger i länet Bjelovar-Bilogoras län, i den nordöstra delen av landet, 90 km öster om huvudstaden Zagreb. Gornja Kovačica ligger 162 meter över havet och antalet invånare är 309.
Terrängen runt Gornja Kovačica är platt. Runt Gornja Kovačica är det mycket glesbefolkat, med 6 invånare per kvadratkilometer. Närmaste större samhälle är Veliki Grđevac, 5,3 km väster om Gornja Kovačica. Omgivningarna runt Gornja Kovačica är en mosaik av jordbruksmark och naturlig växtlighet.